# Château de Seefeld

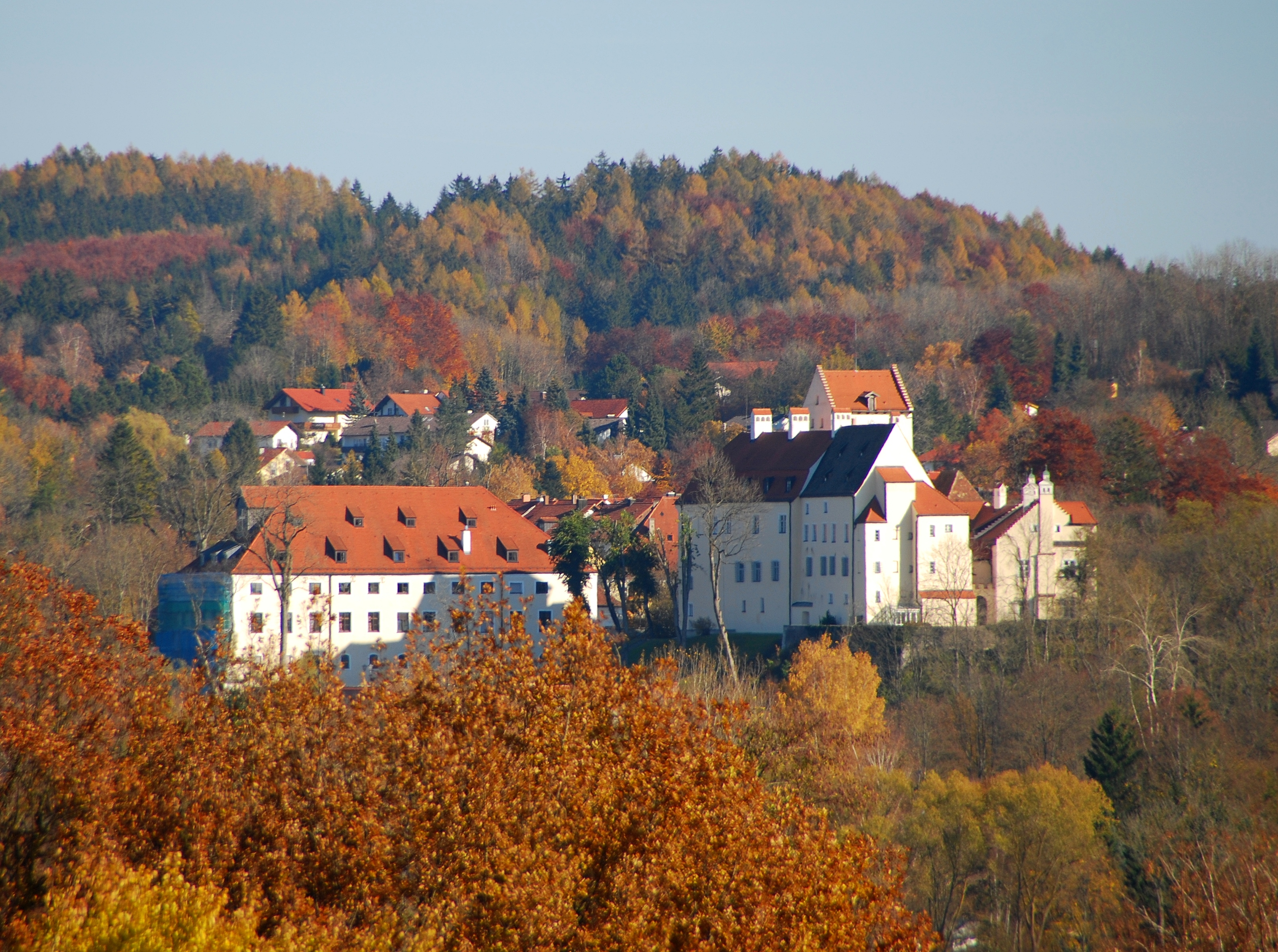
Le château de Seefeld en 2007.

Le château de Seefeld est un château de style baroque situé à Seefeld, en Bavière attesté depuis 1302.
Propriété de la maison de Toerring depuis 1472, le château est inscrit sur la liste des monuments de Bavière[réf. souhaitée].